# Selma Rıza

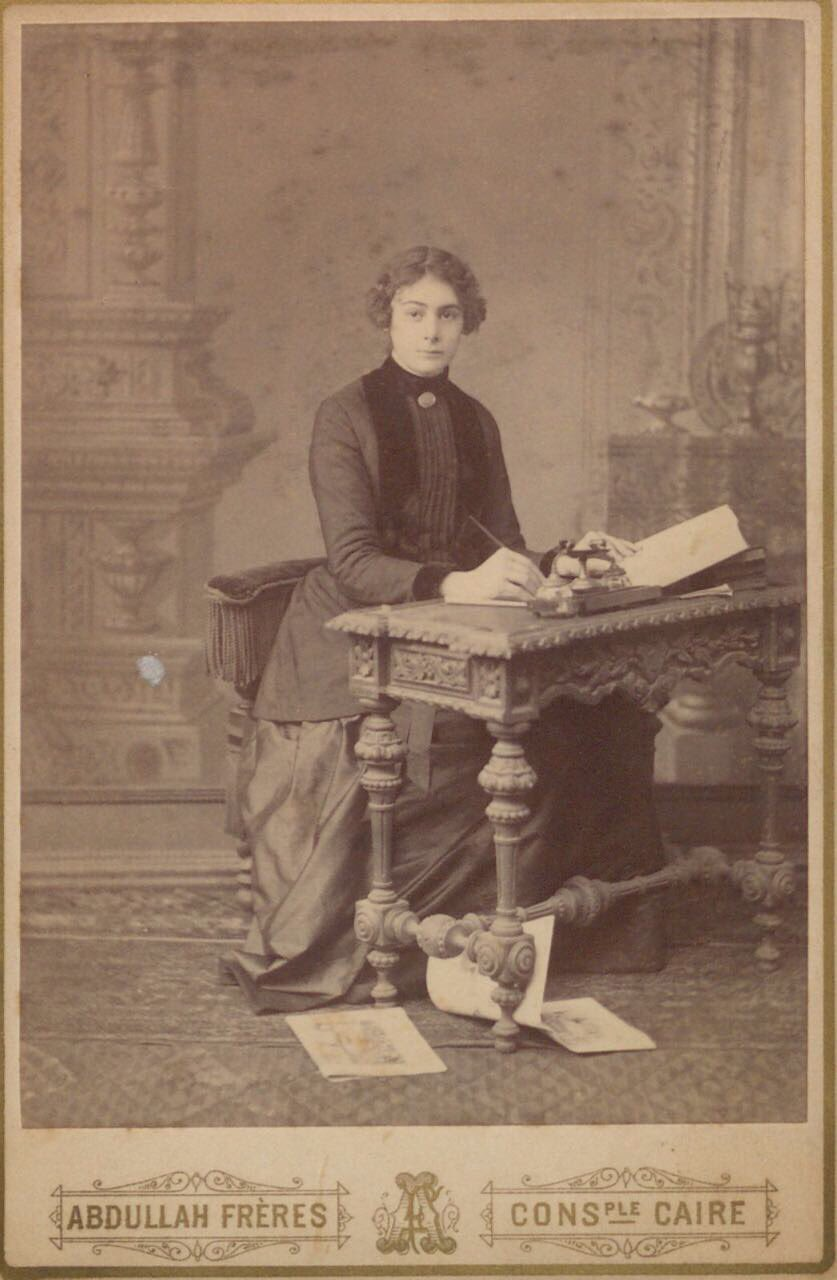
Selma Rızâ

Selma Rızâ, auch Selma Rıza Feraceli, (* 5. Februar 1872 in Istanbul; † 5. Oktober 1931 ebenda) war die erste türkische Journalistin und eine der ersten Romanschriftstellerinnen ihres Landes. Sie war außerdem als Frauenrechtlerin aktiv.

## Leben
Rızâ wurde 1872 als Tochter des osmanischen Diplomaten Ali Rızâ geboren. Die Eltern hatten sich in Österreich-Ungarn kennengelernt, wo Rızâ als Diplomat arbeitete. Ihre Mutter Naile war eine österreichische Konvertitin.
Nach ihrer schulischen Ausbildung bei Privatlehrern reiste sie nach Paris zu ihrem Bruder Ahmed Rızâ, der Mitglied der Jungtürken-Bewegung war, die sich für liberale Reformen und eine konstitutionelle Staatsform im Osmanischen Reich einsetzten. Sie studierte an der Sorbonne und wurde Mitglied des Komitees für Einheit und Fortschritt, der Partei der Jungtürken. Sie war das einzige weibliche Mitglied der Bewegung. Bald schrieb sie für die vom Komitee herausgegebene französischsprachige Zeitung Mechveret Supplément Français und die Şura'i Himmet in Türkisch.
1908 kehrte sie nach Istanbul zurück und schrieb dort kurz für die Zeitungen Hanımlara Mahsus Gazete („Zeitung für Frauen“) und Kadınlar Dünyası („Welt der Frauen“). Immer wieder setzte sie sich in dieser Zeit für die Rechte von Frauen im Osmanischen Reich ein und wurde zur Mittlerin zwischen der Istanbuler Frauenbewegung und den Frauenbewegungen in Europa.:177/178, 207/208 1913 veröffentlichte sie in der Zeitschrift Le Suffrage des Femmes en Pratique der International Alliance of Women einen Bericht über die Situation der Frauen in der Türkei.
Außerdem war sie von 1908 bis 1913 Generalsekretärin der Osmanischen Organisation des Roten Halbmonds. Während der letzten Jahre des Osmanischen Reiches kümmerte sie sich vor allem darum, den Sultanspalast Adile in eine Mädchenschule umzuwandeln. Mit der Hilfe ihres Bruders konnte sie in dem alten Palast die Mädchenschule Kandilli gründen, die bis 1986 bestand, als sie bis auf die Grundmauern abbrannte.
1892 schrieb sie im Alter von 20 Jahren den Roman Uhuvvet („Freundschaft“). Er wurde erst 1999 vom Türkischen Kulturministerium gedruckt und veröffentlicht.

## Auszeichnungen
- Ehrenvizepräsidentin des Internationalen Frauenrates[2]:207